# Jonathan Bécotte
Jonathan Bécotte, né en 1987, est un auteur québécois de livres jeunesse du Canada. En 2019, il a reçu le Prix Alvine-Bélisle pour son deuxième œuvre jeunesse, Maman veut partir, un prix littérature jeunesse délivré par la Fédération des milieux documentaires,.

## Biographie
Né en 1987, Jonathan a grandi à Laval dans la région montréalaise au Québec, Il est diplômé de l'Université du Québec à Montréal avec un baccalauréat en études théâtrales de l'École supérieure de théâtre. Également de l'Université Concordia avec un baccalauréat en enseignement.
Jonathan a publié son premier roman, Souffler dans la cassette, chez les Éditions Leméac en 2017. Cette première publication était sélectionnée dans la liste préliminaire pour le Prix jeunesse des libraires du Québec, était finaliste pour le Prix Espiègle des bibliothèques scolaires du Québec et lauréat pour le Prix Cécile-Gagnon. Cette même année, Marie-Louise Arsenault, animatrice de l'émission radiophonique Plus on est de fous, plus on lit! de Radio-Canada, le qualifie d'un de ses 10 autrices et auteurs à surveiller.
En 2018, il publié son deuxième roman chez Leméac, Maman veut partir.
Chez les Éditions Heritage il publie Comme un ouragan en 2020. Ce titre est la première publication dans la nouvelle collection Unik qui a pour but de rejoindre les jeunes. Cette troisième publication était nomée pour plusieurs prix au Québec et était notamment finaliste pour le Prix littéraire du Gouverneur général, le Prix du livre jeunesse des Bibliothèques de la Ville de Montréal et du Prix Espiègle des bibliothèques scolaire du Québec.
En 2021, chez la maison d'édition Québec Amérique, il co-publie Honey et Ketchup avec Sabrina Gendron. En 2022, il publie son troisième livre chez Leméac Jeunesse, La chambre éteinte.

## Œuvres
- Souffler dans la cassette, 2017, Leméac[11]
- Maman veut partir, 2018, Leméac[12]
- Comme un ouragan, 2020, Héritage
- Honey et Ketchup, 2021, Québec Amérique
- La chambre éteinte, 2022, Leméac[10]
- Taches d'huile, 2023, Québec Amérique

## Prix, distinctions et nominations
Souffler dans la cassette
- Lauréat pour le Prix Cécile-Gagnon 2017, catégorie Roman[13]
- Finaliste pour le Prix Espiègle des bibliothèques scolaire du Québec 2018
- Liste préliminaire pour le Prix jeunesse des libraires du Québec 2018, catégorie de 12 à 17 ans

Maman veut partir
- Lauréat du Prix Alvine-Bélisle de la Fédération des milieux documentaires 2019[14]
- Finaliste du Prix littéraires du Gouverneur général 2018, catégorie Littérature jeunesse - texte[15]
- Finaliste du Prix du livre jeunesse des Bibliothèques de Montréal 2019
- Liste préliminaire pour le Prix jeunesse des libraires du Québec 2019, catégorie de 12 à 17 ans[16]

Comme un ouragan
- Finaliste du Prix du livre jeunesse des Bibliothèques de Montréal 2021[8]
- Finaliste du Prix littéraires du Gouverneur général 2021, catégorie Littérature jeunesse - text[7]
- Liste préliminaire pour le Prix jeunesse des libraires du Québec 2021, catégorie de 12 à 17 ans[17]
- Finaliste pour le Prix Espiègle des bibliothèques scolaire du Québec 2021[9]